# 月刊バレーボール
月刊バレーボール（げっかんバレーボール）は、日本文化出版より発行されているバレーボール専門誌である。略称「月バレ」。

## 概要
国際バレーボール連盟（FIVB）発足と同じ1947年に前田豊により、日本バレーボール協会の機関誌「VOLLEYBALL（バレーボール）」として創刊され、1973年から日本文化出版の単独刊行になっている。バレーボール誌としてはもっとも歴史が長く、日本バレーボールの歴史とともに歩み続けたと言っても過言ではない。
男女日本代表をはじめ、Vリーグや大学、高校、中学など国内大会の結果、さらに海外情報やビーチバレーボールも網羅しており、臨時増刊号が発売されることがある。

## 歴史
- 1947年 - バレーボール協会機関誌「VOLLEYBALL（バレーボール）」として創刊。
- 1973年 - 第27巻7号より「月刊バレーボール」に名称変更、27巻8号より日本文化出版の単独刊行。